# Ina Claire
Ina Claire est une actrice américaine, née le 15 octobre 1893 à Washington (district de Columbia) et morte le 21 février 1985 à San Francisco (Californie).

## Biographie

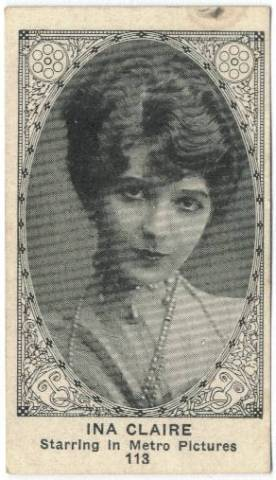
Ina Clare in 1922

Née Ina Fagan à Washington (district de Columbia), Ina Claire commence à faire carrière dans le vaudeville. En 1911, elle est à l'affiche de comédies musicales de Broadway, Jumping Jupiter et The Quaker Girl et devient la vedette de pièces des plus grands auteurs des années 1920, 1930 et 1940. Elle incarne Jerry Lamarr dans The Gold Diggers de Avery Hopwood en 1919, Mrs. Cheyney dans The Last of Mrs. Cheyney de Frederick Lonsdale en 1925, Lady George Grayston dans Our Betters de William Somerset Maugham en 1928, et Enid Fuller dans The Fatal Weakness de George Kelly.
Pour sa dernière prestation scénique, elle interprète Lady Elizabeth Mulhammer dans The Confidential Clerk de T. S. Eliot en 1954. Elle est particulièrement associée aux comédies sophistiquées de S. N. Behrman, pour lequel elle créa trois rôles majeurs dans Biography (1934), End of Summer (1936), et The Talley Method (1941). L'auteur écrivit à son sujet : « Ses interprétations étaient brillantes, sa présence sur scène englobante. La moindre petite intonation déflagrait avec grandeur. Elle ne ratait aucune nuance ». Le critique J. Brooks Atkinson loua sa resplendissante intelligence comique.
Son second mari était l'acteur de cinéma John Gilbert.
Ina Claire est une Inductee de l'American Theatre Hall of Fame et possède une étoile sur le Hollywood Walk of Fame.

## Filmographie
- 1915 : The Wild Goose Chase, de Cecil B. DeMille : Betty Wright
- 1915 : The Puppet Crown (en) de George Melford : Princess Alexia
- 1917 : National Red Cross Pageant de Christy Cabanne : Jeanne D'Arc
- 1920 : Polly with a Past, de Leander de Cordova : Polly Shannon
- 1929 : The Awful Truth : Lucy Warriner
- 1930 : The Royal Family of Broadway, de George Cukor et Cyril Gardner : Julie Cavendish
- 1931 : Rebound : Sara Jaffrey
- 1932 : Les Grecs avaient un nom pour elles (The Greeks Had a Word for Them) de Lowell Sherman : Jean Lawrence
- 1939 : Ninotchka, de Ernst Lubitsch : Grande Duchesse Swana
- 1943 : Claudia : Mrs. Brown
- 1943 : Le Cabaret des étoiles, de Frank Borzage : elle-même.